# Changzhi
Changzhi (chiń. 長治; pinyin Chángzhì) – miasto o statusie prefektury miejskiej w środkowych Chinach, w prowincji Shanxi. Położone jest pomiędzy miastem Huozhou a miastem Hebi (prowincja Henan). W 2010 roku liczba mieszkańców miasta wynosiła 730 188. Prefektura miejska w 1999 roku liczyła 3 146 345 mieszkańców.
Miasto jest ośrodkiem komunikacyjnym oraz przemysłowym, włączając przetwórstwo żelaza, stali i produkcję maszyn. W pobliżu miasta wydobywa się również węgiel, rudy żelaza i azbest.
Historia miasta sięga czasów dynastii Shang (Yin) (1600–1046 p.n.e.).